# Ганхуягийн Ган-Эрдэнэ
Ганхуягийн Ган-Эрдэнэ (род. 29 марта 1993) — монгольский боксёр, представитель наилегчайших весовых категорий. Выступал за национальную сборную Монголии по боксу 2010—2018 годах, серебряный и бронзовый призёр чемпионатов Азии, победитель и призёр многих турниров международного значения, участник летних Олимпийских игр в Рио-де-Жанейро. С 2019 года боксирует на профессиональном уровне.

## Биография
Ганхуягийн Ган-Эрдэнэ родился 29 марта 1993 года в провинции Сухбаатар, Монголия. Занимался боксом в аймаке Туве.

### Любительская карьера
Впервые заявил о себе в боксе в 2010 году, выиграв юниорское и взрослое первенства Монголии в категории до 48 кг. Попав в состав монгольской национальной сборной, выступил на Мемориале Попенченко в Москве.
В 2011 году выиграл бронзовые медали на международном турнире Влазния, на Мемориале Феликса Штамма в Варшаве, на Кубке нефтяных стран в Сургуте.
В 2012 году вновь стал чемпионом Монголии в первой наилегчайшей весовой категории, взял бронзу на международном турнире в Ордосе и на Кубке нефтяных стран в Белоярском.
На монгольском национальном первенстве 2013 года стал серебряным призёром, уступив в финале Эрдэнэбатыну Цэндбаатару. Выиграл бронзовые медали на Кубке Химии в Галле, на Кубке Роберто Баладо в Гаване и на летней Универсиаде в Казани, боксировал на Гран-при Усти в Чехии и на Хиральдо Кордова Кардин на Кубе. Принял участие в чемпионате мира в Алма-Ате, где был остановлен бразильцем Патриком Лоренсу.
В 2014 году вновь стал чемпионом Монголии, выиграл домашний Кубок Улгий, боксировал на Кубке президента в Алма-Ате, на Мемориале Тайманова и Утемиссова в Атырау, на Кубке нефтяных стран в Белоярском и на Азиатских играх в Инчхоне.
В 2015 году защитил звание чемпиона Монголии в первом наилегчайшем весе, выиграл серебряную медаль на Мемориале Иштвана Бочкаи в Дебрецене, бронзовую медаль на Кубке президента в Палембанге, золотую медаль на турнире Тимура Кулибаева в Атырау, серебряную медаль на Кубке химии в Галле, бронзовую медаль на чемпионате Азии в Бангкоке — здесь на стадии полуфиналов проиграл филиппинцу Рохену Ладону. Участвовал и в чемпионате мира в Дохе, но попасть в число призёров не смог, в четвертьфинале был побеждён россиянином Василием Егоровым.
На Олимпийском квалификационном турнире Азии и Океании в Цяньане сумел дойти до полуфинала, выиграв у всех соперников по турнирной сетке кроме узбека Хасанбоя Дусматова — тем самым удостоился права защищать честь страны на летних Олимпийских играх 2016 года в Рио-де-Жанейро. На Играх, однако, уже в стартовом поединке категории до 49 кг единогласным решением судей потерпел поражение от эквадорца Карлоса Кипо и сразу же выбыл из борьбы за медали.
После Олимпиады в Рио Ганхуягийн Ган-Эрдэнэ остался в составе монгольской национальной сборной и продолжил принимать участие в крупнейших международных турнирах. Так, в 2017 году он в очередной раз стал чемпионом Монголии в первом наилегчайшем весе, выиграл бронзовую медаль на международном турнире в Бангкоке, победил на домашнем международном турнире в Улан-Баторе, завоевал серебро на азиатском первенстве в Ташкенте, уступив в финале узбеку Хасанбою Дусматову, боксировал на мировом первенстве в Гамбурге, где в четвертьфинале был остановлен колумбийцем Юберхеном Мартинесом.
В 2018 году поднялся в наилегчайшую весовую категорию, боксировал на Открытом чемпионате Индии в Дели, получил бронзу на домашнем международном турнире в Улан-Баторе. На Азиатских играх в Джакарте дошёл до четвертьфинала

### Профессиональная карьера
В октябре 2019 года Ганхуягийн Ган-Эрдэнэ успешно дебютировал на профессиональном уровне.